# Sti
 For alternative betydninger, se Sti (flertydig). (Se også artikler, som begynder med Sti)
Ordet sti er beslægtet med at stige, som oprindeligt bare betød "at gå". En sti er altså et sted, hvor man går. Nu til dags bruges ordet mest om et smalt spor eller en smal vej som primært bruges uformelt af større dyr eller mennesker.
Stier har ofte stor lokal betydning, da de gerne er trådt dér, hvor behovet for en genvej var størst. Efter gammel, dansk retsopfattelse giver jævnlig brug af en sti hævd på adgang til den, og den ret fortabes ikke ved oppløjning, hegning eller skiltning med "Adgang forbudt".
Anlagte stier udføres med befæstelser af grus, fliser, teglsten eller asfalt.
Stier, der er opstået ved dyrenes hyppige færdsel kaldes en veksel eller dyreveksel.